# Alejandra Orozco
Alejandra Orozco Loza (* 19. April 1997 in Guadalajara) ist eine ehemalige mexikanische Wasserspringerin. Sie startet im 10-m-Turm- und Synchronspringen.
Orozco wird in ihrer Heimatstadt von Iván Bautista trainiert. Sie bestritt ihre ersten internationalen Titelkämpfe bei der Weltmeisterschaft 2011 in Shanghai, wo sie im Alter von nur 14 Jahren im Turmspringen das Halbfinale erreichte und Rang 16 belegte. Seit 2012 startet sie mit der erfahrenen Paola Espinosa im 10-m-Synchronspringen. Das Duo belegte beim Weltcup 2012 Rang acht und wurde für die Olympischen Spiele 2012 in London nominiert.